# Friedrich Bludau (Architekt, 1887)
Friedrich Wilhelm Franz Bludau (geboren 9. August 1887 in Hannover; gestorben 21. Oktober 1959 ebenda) war ein deutscher Architekt, Tischler und Möbel-Designer.

## Leben
Friedrich Bludau war Sohn des Architekten, Tischlers und Möbelzeichners Rudolf Friedrich Bludau, genannt Fritz Bludau, in dessen Nachfolge er später trat. Ebenso wie sein Vater wurde Friedrich ein Anhänger des Neugotik-Propagandisten Conrad Wilhelm Hase.
Von 1897 bis 1909 besuchte der das Lyceum am Georgsplatz, wo er Ostern 1909 sein Reifezeugnis ablegte. Anschließend studierte er unter der Matrikel 18312 von 1909 bis 1914 an der Technischen Hochschule in Hannover als Schüler von Karl Mohrmann, in dessen hannoverschen Architekturbüro er dann auch als Mitarbeiter tätig wurde.
Nachdem Bludau als Regierungsbauführer gearbeitet hatte, legte er 1919 sein Staatsprüfung im Fach Hochbau ab und wurde zum Regierungsbaumeister ernannt.
Blaudau, der ab 1911 Mitglied der Bauhütte zum weißen Blatt war, wirkte bei vielen Bauten seines Vaters mit, schuf aber auch eigene Werke.

## Werke (soweit bekannt)
- um 1906(?): Neustadt am Rübenberge, Villa Lindenstraße 8[3]
- 1914–1915: Linden; Bauleitung für den von Karl Mohrmann entworfenen Anbaus eines Evangelisch-lutherischen Pfarr- und Gemeindehauses an der ebenfalls zuvor von Mohrmann entworfenen Bethlehemkirche; beide erhalten[1]
- 1921–1922, Burgdorf: „Villa Mercedes“, Schillerslager Straße 7 für die in Burgdorf tätigen Nudelfabrikanten Otto und Vinzenz Hausmann; erhalten[1][4]
- 1920er Jahre, Hannover: Hildesheimer Straße 137 (frühere Hausnummer 157), Ecke Im Haspelfelde: Umbauten des 1897 Bludaus Vater entworfenen Wohn- und Geschäftshauses für den Gartenmeister Heinrich Ravens; erhalten[1]